# Japan i olympiska sommarspelen 1996
Japan deltog i de olympiska sommarspelen 1996 med en trupp bestående av 306 deltagare, och av landets deltagare erövrades 14 medaljer.

## Baseboll
Rankningsomgång
I gruppspelet mötte alla lag varandra och de fyra bästa lagen (Kuba, USA, Sydkorea och Japan) gick vidare. 
| Nation        | Segrar | Förluster | Tiebreaker |
| ------------- | ------ | --------- | ---------- |
| Kuba          | 7      | 0         |            |
| USA           | 6      | 1         |            |
| Japan         | 4      | 3         | 1-0        |
| Nicaragua     | 4      | 3         | 0-1        |
| Nederländerna | 2      | 5         | 2-0        |
| Italien       | 2      | 5         | 1-2        |
| Australien    | 2      | 5         | 0-2        |
| Sydkorea      | 1      | 6         |            |

Slutspel
|  | Semifinaler | Semifinaler |    |  | Final     | Final |  |
|  |             |             |    |  |           |       |  |
|  | 1 augusti   |             |    |  |           |       |  |
|  | Kuba        | 8           |    |  |           |       |  |
|  | Nicaragua   | 1           |    |  |           |       |  |
|  |             |             |    |  |           |       |  |
|  |             |             |    |  | 2 augusti |       |  |
|  |             |             |    |  | Japan     | 9     |  |
|  |             | Kuba        | 13 |  |           |       |  |
|  |             |             |    |  |           |       |  |
|  |             |             |    |  |           |       |  |
|  |             |             |    |  |           |       |  |
|  | 1 augusti   |             |    |  |           |       |  |
|  | USA         | 2           |    |  |           |       |  |
|  | Japan       | 11          |    |  |           |       |  |

## Basket
Damer
Gruppspel
| Lag       | Vinster | Förluster | Poäng |
| --------- | ------- | --------- | ----- |
| Brasilien | 5       | 0         | 10    |
| Ryssland  | 4       | 1         | 9     |
| Italien   | 3       | 2         | 8     |
| Japan     | 2       | 3         | 7     |
| Kina      | 1       | 4         | 6     |
| Kanada    | 0       | 5         | 5     |

|           | Brasilien | Ryssland | Italien | Japan  | Kina  | Kanada |
| --------- | --------- | -------- | ------- | ------ | ----- | ------ |
| Brasilien | -         | 82-68    | 75-73   | 100-80 | 83-98 | 69-56  |
| Ryssland  | 68-82     | -        | 75-70   | 73-63  | 94-78 | 68-49  |
| Italien   | 73-75     | 70-75    | -       | 66-52  | 62-53 | 59-54  |
| Japan     | 80-100    | 63-73    | 52-66   | -      | 75-72 | 95-85  |
| Kina      | 83-98     | 78-94    | 53-62   | 72-75  | -     | 61-49  |
| Kanada    | 56-69     | 49-68    | 54-59   | 85-95  | 49-61 | -      |

Slutspel
|  | Kvartsfinaler | Kvartsfinaler |              |     | Semifinaler | Semifinaler  |              |            | Final      | Final |
|  | 0             | 0             | 0            | 0   | 0           | 0            | 0            | 0          | 0          | 0     |
|  |               |               | 0            | 0   |             |              | 0            | 0          |            |       |
|  |               |               | 0            | 0   |             |              | 0            | 0          |            |       |
|  | 0 Brasilien   | 0101          | 0            | 0   |             |              | 0            | 0          |            |       |
|  | 0 Brasilien   | 0101          | 0            | 0   |             |              | 0            | 0          |            |       |
|  | 0 Kuba        | 069           | 0            | 0   |             |              | 0            | 0          |            |       |
|  | 0 Kuba        | 069           | 0            | 0   | 0 Brasilien | 081          | 0            | 0          |            |       |
|  |               |               | 0            | 0   | 0 Brasilien | 081          | 0            | 0          |            |       |
|  | 0             | 0 Ukraina     | 0            | 060 | 0           |              |              | 0          |            |       |
|  | 0             | 0 Ukraina     | 0            | 060 | 0           | 0 Ukraina    | 059          | 0          |            |       |
|  | 0             |               |              |     |             | 0 Ukraina    | 059          | 0          |            |       |
|  | 0             | 0 Italien     | 050          | 0   |             |              |              | 0          |            |       |
|  | 0             | 0 Italien     | 050          | 0   | 0 Brasilien | 087          |              | 0          |            |       |
|  | 0             |               |              | 0   | 0 Brasilien | 087          |              | 0          |            |       |
|  | 0             | 0             | 0 USA        | 0   | 0111        |              |              |            |            |       |
|  | 0             | 0             | 0 USA        | 0   | 0111        | 0 Ryssland   | 070          |            |            |       |
|  | 0             | 0             |              |     |             |              | 070          |            |            |       |
|  | 0             | 0             | 0 Australien | 074 | 0           |              |              |            |            |       |
|  | 0             | 0             | 0 Australien | 074 | 0           | 0 Australien | 071          | Bronsmatch | Bronsmatch |       |
|  | 0             | 0             |              |     | 0           | 0 Australien | 071          | Bronsmatch | Bronsmatch |       |
|  | 0             | 0             | 0 USA        | 093 | 0           | 0            |              |            |            |       |
|  | 0             | 0             | 0 USA        | 093 | 0           | 0            | 0 USA        | 0108       | 0 Ukraina  | 056   |
|  | 0             | 0             |              |     | 0           | 0            | 0 USA        | 0108       | 0 Ukraina  | 056   |
|  | 0             | 0             | 0 Japan      | 093 | 0           | 0            | 0 Australien | 066        |            |       |
|  | 0             | 0             | 0 Japan      | 093 | 0           | 0            | 0 Australien | 066        |            |       |
|  |               |               |              |     |             |              |              |            |            |       |
|  |               |               |              |     |             |              |              |            |            |       |

## Boxning
Flugvikt
- Kazumasa Tsujimoto
  - Första omgången — Förlorade mot Lernik Papyan (Armenien), 5-10

Lätt weltervikt
- Fumitaka Nitami
  - Första omgången — Förlorade mot Eduard Zakharov (Ryssland), 6-21

Mellanvikt
- Hirokuni Moto
  - Första omgången — Besegrade Tao Chen (Kina), 15-10
  - Första omgången — Förlorade mot Tomasz Borowski (Polen), 6-11

## Bågskytte
Damernas individuella
- Kinue Kodama → Sextondelsfinal, 24:e plats (1-1)
- Ai Ouchi → 32-delsfinal, 41:e plats (0-1)
- Misato Koide → 32-delsfinal, 56:e plats (0-1)

Herrarnas individuella
- Hiroshi Yamamoto → Sextondelsfinal, 19:e plats (1-1)
- Takayoshi Matsushita → Sextondelsfinal, 27:e plats (1-1)

Damernas lagtävling
- Kodama, Ouchi och Koide → 32-delsfinal, 14:e plats (0-1)

## Cykling

### Bana
Herrarnas poänglopp
- Masahiro Yasuhara
  - Final — 2 poäng (→ 15:e plats)

### Mountainbike
Herrarnas terränglopp
- Kyoshi Miura
  - Final — 2:45:03 (→ 26:e plats)

Damernas terränglopp
- Kanako Tanikawa
  - Final — 2:05.44 (→ 23:e plats)

## Fotboll
Herrar
Coach: Akira Nishino
| Nr | Pos. | Namn                 | Födelsedatum (ålder)      | Matcher | Mål |       | Klubb               |
| -- | ---- | -------------------- | ------------------------- | ------- | --- | ----- | ------------------- |
| 1  | MV   | Yoshikatsu Kawaguchi | 15 augusti 1975 (20 år)   |         |     | Japan | Yokohama Marinos    |
| 2  | F    | Hiroyuki Shirai      | 17 juni 1974 (22 år)      |         |     | Japan | Shimizu S-Pulse     |
| 3  | F    | Hideto Suzuki        | 7 oktober 1974 (21 år)    |         |     | Japan | Júbilo Iwata        |
| 4  | MF   | Yuji Hironaga        | 25 juli 1975 (20 år)      |         |     | Japan | Verdy Kawasaki      |
| 5  | F    | Makoto Tanaka        | 8 augusti 1975 (20 år)    |         |     | Japan | Júbilo Iwata        |
| 6  | MF   | Toshihiro Hattori    | 23 september 1973 (22 år) |         |     | Japan | Júbilo Iwata        |
| 7  | MF   | Masakiyo Maezono     | 29 oktober 1973 (22 år)   |         |     | Japan | Yokohama F. Marinos |
| 8  | MF   | Teruyoshi Ito        | 31 augusti 1974 (21 år)   |         |     | Japan | Shimizu S-Pulse     |
| 9  | A    | Shoji Jo             | 17 juni 1975 (21 år)      |         |     | Japan | JEF United Ichihara |
| 10 | MF   | Akihiro Endo         | 18 september 1975 (20 år) |         |     | Japan | Yokohama Marinos    |
| 11 | A    | Shigeru Morioka      | 12 augusti 1973 (22 år)   |         |     | Japan | Gamba Osaka         |
| 12 | F    | Kenichi Uemura       | 22 april 1974 (22 år)     |         |     | Japan | Sanfrecce Hiroshima |
| 13 | F    | Naoki Matsuda        | 14 mars 1977 (19 år)      |         |     | Japan | Yokohama Marinos    |
| 14 | MF   | Hidetoshi Nakata     | 22 januari 1977 (19 år)   |         |     | Japan | Bellmare Hiratsuka  |
| 15 | MF   | Tadahiro Akiba       | 13 oktober 1975 (20 år)   |         |     | Japan | JEF United Ichihara |
| 16 | A    | Yoshika Matsubara    | 19 augusti 1974 (21 år)   |         |     | Japan | Shimizu S-Pulse     |
| 17 | MF   | Ryuji Michiki        | 25 augusti 1973 (22 år)   |         |     | Japan | Sanfrecce Hiroshima |
| 18 | MV   | Takashi Shimoda      | 28 november 1975 (20 år)  |         |     | Japan | Sanfrecce Hiroshima |

Gruppspel
| Nr | Lag           | S | V | O | F | GM | IM | MS | P |
| -- | ------------- | - | - | - | - | -- | -- | -- | - |
| 1  | Brasilien U23 | 3 | 2 | 0 | 1 | 4  | 2  | +2 | 6 |
| 2  | Nigeria U23   | 3 | 2 | 0 | 1 | 3  | 1  | +2 | 6 |
| 3  | Japan U23     | 3 | 2 | 0 | 1 | 4  | 4  | 0  | 6 |
| 4  | Ungern U23    | 3 | 0 | 0 | 3 | 3  | 7  | −4 | 0 |

Damer
Coach:  Tamotsu Suzuki
| Nr | Pos. | Spelare         | Född              | Ålder | Caps | Klubb                           | Spelade matcher | Mål | Spelade minuter | Sub off | Sub on | Kort: gult/rött |
| -- | ---- | --------------- | ----------------- | ----- | ---- | ------------------------------- | --------------- | --- | --------------- | ------- | ------ | --------------- |
| 1  | GK   | Junko Ozawa     | 7 december 1973   | 22    | ?    | Fujita SC Mercury               | 2               | 0   | 180             | 0       | 0      | 0               |
| 2  | DF   | Yumi Tomei      | 1 juni 1972       | 24    | ?    | Prima Ham FC Ku-No-Ichi         | 3               | 0   | 270             | 0       | 0      | 0               |
| 3  | DF   | Rie Yamaki      | 2 oktober 1975    | 20    | ?    | Nikko Securities Dream Ladies   | 3               | 0   | 270             | 0       | 0      | 0               |
| 4  | DF   | Maki Haneta     | 30 september 1972 | 23    | ?    | Matsushita Panasonic Bambina    | 3               | 0   | 270             | 0       | 0      | 1               |
| 5  | DF   | Yumi Obe        | 15 februari 1975  | 21    | ?    | Nikko Securities Dream Ladies   | 3               | 0   | 258             | 1       | 0      | 0               |
| 6  | DF   | Kae Nishina     | 7 december 1972   | 23    | ?    | Prima Ham FC Ku-No-Ichi         | 3               | 0   | 270             | 0       | 0      | 1               |
| 7  | MF   | Homare Sawa     | 6 september 1978  | 17    | ?    | Yomiuri-Seiyu Beleza            | 3               | 0   | 270             | 0       | 0      | 0               |
| 8  | MF   | Asako Takakura  | 19 april 1968     | 28    | ?    | Yomiuri-Seiyu Beleza            | 3               | 0   | 252             | 1       | 0      | 0               |
| 9  | MF   | Futaba Kioka    | 22 november 1965  | 30    | ?    | Suzuyo Shimizu FC Lovely Ladies | 3               | 1   | 270             | 0       | 0      | 0               |
| 10 | FW   | Akemi Noda      | 13 oktober 1969   | 25    | ?    | Takarazuka Bunnys Ladies SC     | 3               | 1   | 270             | 0       | 0      | 0               |
| 11 | MF   | Etsuko Handa    | 10 maj 1965       | 31    | ?    | Suzuyo Shimizu FC Lovely Ladies | 1               | 0   | 17              | 0       | 1      | 0               |
| 12 | FW   | Tamaki Uchiyama | 13 december 1972  | 23    | ?    | Prima Ham FC Ku-No-Ichi         | 3               | 0   | 244             | 2       | 0      | 0               |
| 13 | MF   | Nami Otake      | 30 juli 1974      | 21    | ?    | Yomiuri-Seiyu Beleza            | 1               | 0   | 18              | 0       | 1      | 0               |
| 14 | MF   | Kaoru Kadohara  | 25 maj 1970       | 26    | ?    | Matsushita Panasonic Bambina    | 1               | 0   | 12              | 0       | 1      | 0               |
| 15 | FW   | Miyuki Izumi    | 31 mars 1973      | 23    | ?    | Suzuyo Shimizu FC Lovely Ladies | 1               | 0   | 9               | 0       | 1      | 0               |
| 16 | GK   | Shiho Onodera   | 18 november 1973  | 22    | ?    | Yomiuri-Seiyu Beleza            | 1               | 0   | 90              | 0       | 0      | 0               |
| 18 | FW   | Kaori Nagamine  | 3 juni 1968       | 28    | ?    | Suzuyo Shimizu FC Lovely Ladies | 0               | 0   | 0               | 0       | 0      | 0               |
| 19 | GK   | Megumi Sakata   | 18 oktober 1971   | 25    | ?    | ?                               | 0               | 0   | 0               | 0       | 0      | 0               |
| 20 | ?    | Ryoko Uno       | 9 november 1975   | 20    | ?    | Yomiuri-Seiyu Beleza            | 0               | 0   | 0               | 0       | 0      | 0               |

Gruppspel
| Rank | Lag       | Spelade | Vinster | Oavgjorda | Förluster | Gjorda mål | Insläppta mål | Poäng |  | Norge | Brasilien | Tyskland | Japan |
| ---- | --------- | ------- | ------- | --------- | --------- | ---------- | ------------- | ----- |  | ----- | --------- | -------- | ----- |
| 1.   | Norge     | 3       | 2       | 1         | 0         | 9          | 4             | 7     |  | X     | 2:2       | 3:2      | 4:0   |
| 2.   | Brasilien | 3       | 1       | 2         | 0         | 5          | 3             | 5     |  | 2:2   | X         | 1:1      | 2:0   |
| 3.   | Tyskland  | 3       | 1       | 1         | 1         | 6          | 6             | 4     |  | 2:3   | 1:1       | X        | 3:2   |
| 4.   | Japan     | 3       | 0       | 0         | 3         | 2          | 9             | 0     |  | 0:4   | 0:2       | 2:3      | X     |

## Friidrott
Herrarnas 100 meter
- Nobuharu Asahara
- Hiroyasu Tsuchie

Herrarnas 200 meter
- Koji Ito
- Takahiro Mazuka

Herrarnas 400 meter
- Shigekazu Omori

Herrarnas 10 000 meter
- Toshinari Takaoka
- Katsuhiko Hanada

Herrarnas 4 x 100 meter stafett
- Nobuharu Asahara
- Hiroyasu Tsuchie
- Koji Ito
- Satoru Inoue

Herrarnas 4 x 400 meter stafett
- Shunji Karube, Koji Ito, Jun Osakada och Shigekazu Omori
  - Heat — 3:02,82
  - Semifinal — 3:01,92
  - Final — 3:00,76 (→ 5:e plats)

Herrarnas 400 meter häck
- Shunji Karube
  - Heat — 48,96s (→ gick inte vidare)

- Hideaki Kawamura
  - Heat — 49,88s (→ gick inte vidare)

- Kazuhiko Yamazaki
  - Heat — 49,07s (→ gick inte vidare)

Herrarnas maraton
- Hiromi Taniguchi — 2:17,26 (→ 19:e plats)

- Masaki Oya — 2:22,13 (→ 54:e plats)

- Kenjiro Jitsui — 2:33,27 (→ 93:e plats)

Herrarnas 20 kilometer gång
- Daisuke Ikeshima — 1:24,54 (→ 22:e plats)

Herrarnas 50 kilometer gång
- Tadahiro Kosaka — 4:05,57 (→ 29:e plats)

Herrarnas höjdhopp
- Tomohiro Nomura

Herrarnas längdhopp
- Nobuharu Asahara
  - Kval — 7,46m (→ gick inte vidare)

Herrarnas stavhopp
- Teruyasu Yonekura

Damernas 5 000 meter
- Michiko Shimizu
- Harumi Hiroyama
- Yoshiko Ichikawa

Damernas 10 000 meter
- Masako Chiba
  - Kval — 31:37,03
  - Final — 31:20,62 (→ 5:e plats)

- Yuko Kawakami
  - Kval — 32:31.69
  - Final — 31:23,23 (→ 7:e plats)

- Hiromi Suzuki
  - Kval — 31:54,89
  - Final — 32:43,39 (→ 16:e plats)

Damernas maraton
- Yuko Arimori — 2:28,39 (→  Brons)

- Izumi Maki — 2:32,35 (→ 12:e plats)

- Junko Asari — 2:34,31 (→ 17:e plats)

Damernas 100 meter häck
- Yvonne Kanazawa

Damernas 10 kilometer gång
- Yuka Mitsumori — DSQ (→ ingen notering)

Damernas spjutkastning
- Akiko Miyajima
  - Kval — 53,98m (→ gick inte vidare)

## Fäktning
Herrarnas florett
- Hiroki Ichigatani

Damernas värja
- Noriko Kubo
- Yuko Arai
- Nanae Tanaka

Damernas värja, lag
- Nanae Tanaka, Noriko Kubo, Yuko Arai

## Simhopp
Damernas 3 m
- Yuki Motobuchi
  - Kval — 262,71
  - Semifinal — 210,00
  - Final — 296,04 (→ 6:e plats)

## Softboll
Grundomgång
| Lag              | S | V | O | F | GM | IM | MS  | P  |
| ---------------- | - | - | - | - | -- | -- | --- | -- |
| USA              | 7 | 6 | 0 | 1 | 37 | 7  | +30 | 12 |
| Kina             | 7 | 5 | 0 | 2 | 29 | 7  | +22 | 10 |
| Australien       | 7 | 5 | 0 | 2 | 22 | 11 | +11 | 10 |
| Japan            | 7 | 5 | 0 | 2 | 24 | 18 | +6  | 10 |
| Kanada           | 7 | 3 | 0 | 4 | 15 | 17 | −2  | 6  |
| Kinesiska Taipei | 7 | 2 | 0 | 5 | 19 | 19 | 0   | 4  |
| Nederländerna    | 7 | 1 | 0 | 6 | 4  | 32 | −28 | 2  |
| Puerto Rico      | 7 | 1 | 0 | 6 | 5  | 44 | −39 | 2  |

## Tennis
Herrsingel
- Shuzo Matsuoka
  - Första omgången — Förlorade mot Tim Henman (Great Britain) 6-7 3-6

Herrdubbel
- Satoshi Iwabuchi och Takao Suzuki
  - Första omgången — Besegrade Juan-Carlos Bianchi och Nicolas Pereira (Venezuela) 6-4, 6-7, 8-6
  - Andra omgången — Förlorade mot Sergi Bruguera och Tomás Carbonell (Spanien) 7-6, 2-6, 5-7

Damsingel
- Ai Sugiyama
  - Första omgången — Besegrade Katarina Studenikova (Slovakien) 6-2 6-3
  - Andra omgången — Besegrade Martina Hingis (Schweiz) 6-4 6-4
  - Tredje omgången — Förlorade mot Jana Novotná (Tjeckien) 3-6 4-6

- Kimiko Date
  - Första omgången — Besegrade Dally Randriantefy (Madagaskar) 6-0 6-1
  - Andra omgången — Besegrade Virag Csurgo (Ungern) 6-2 6-3
  - Tredje omgången — Besegrade Magdalena Maleeva (Bulgarien) 6-4 6-4
  - Kvartsfinal — Förlorade mot Arantxa Sánchez Vicario (Spanien) 6-4 3-6 8-10

- Naoko Sawamatsu
  - Första omgången — Besegrade Sung-Hee Park (Sydkorea) 6-3 4-6 6-3
  - Andra omgången — Förlorade mot Lindsay Davenport (USA) 2-6 2-6